# Spillets regler (dokumentarfilm)
|  | Denne artikel er oprettet af botten Steenthbot ud fra en ekstern database. Den kan derfor have sproglige fejl eller mangler. Denne skabelon kan fjernes efter kontrol af indholdet. |

 For alternative betydninger, se Spillets regler. (Se også artikler, som begynder med Spillets regler)
Spillets regler er en dansk udviklingsbistandsfilm fra 2004 instrueret af Jesper Heldgaard og Bo Illum Jørgensen.

## Handling
"Udviklingsrunden". Sådan blev den forhandlingsrunde i Verdenshandelsorganisationen, WTO, der blev sat i gang i Doha i 2001 kaldt, for nu skulle udviklingslandene også have gavn af den globale frihandel. "Spillets regler" tester de gode intentioner under den helt centrale WTO-konference i Cancun i Mexico, 2003. Ikke mindst Burkina Fasos handelsminister, der tog til Cancun med begrundet håb om at få en aftale med hjem, der kunne redde landets millioner af fattige bomuldsbønder.

## Medvirkende
- Per Stig Møller
- John Nordbo
- Peter Gæmelke